# Winfried Walz
Winfried Walz (* 27. Februar 1942 in Waiblingen; † 14. November 2004) war ein deutscher Fußballschiedsrichter.

## Leben
Walz wuchs mit seinem Zwillingsbruder Robert in Winnenden auf. Sein erstes Spiel in der ehemaligen 2. Bundesliga Süd leitete er im August 1974 bei einem Sieg des FC Augsburg über den SV Waldhof Mannheim. Bereits etwa ein Jahr später pfiff er mit der Begegnung 1. FC Köln gegen den 1. FC Kaiserslautern, das mit einem Unentschieden endete, sein erstes Spiel in der Bundesliga. Im März 1984 pfiff er ein 9:0 des FC Bayern München gegen Kickers Offenbach, welches bis heute als höchste Niederlage der Offenbacher in der Bundesliga gilt. Auch die höchste Bundesliga-Niederlage von RW Essen geschah unter seiner Leitung. Essen verlor dabei mit 1:7 beim 1. FC Kaiserslautern. Wegen einer Gewebeschwäche in der Achillesferse, unter der auch sein Bruder, der ebenfalls in der Bundesliga aktiv war, litt, musste er bereits 1985 als FIFA-Schiedsrichter seine Karriere im Profifußball beenden. Neben den Zwillingen stellte die Schiedsrichtergruppe Waiblingen zu jener Zeit mit Heinz Aldinger einen weiteren Bundesligaschiedsrichter. In den Quellen gibt es unterschiedliche Angaben darüber, wie viele Spiele er insgesamt gepfiffen hat; genannt werden 65 und 70. Winfried Walz verstarb am 14. November 2004 infolge einer Krankheit.